# Tom Van de Voorde
Tom Van de Voorde (Gent, 1974) is een Belgisch dichter, essayist en poëzievertaler.

## Biografie
Van de Voorde studeerde Germaanse talen en Kunstwetenschappen aan de Rijksuniversiteit Gent. Hij debuteerde als dichter in 2008 bij het Gentse Poëziecentrum met de bundel Vliesgevels filter, die werd genomineerd voor de C. Buddingh'-prijs. Zijn tweede bundel, Liefde en aarde (2013), werd genomineerd voor de Herman de Coninckprijs en bekroond met de Prijs voor Letterkunde van de provincie Oost-Vlaanderen. Poëziecriticus Piet Gerbrandy was in De Groene Amsterdammer van oordeel dat de bundel een groot publiek verdiende. Sinds 2020 wordt Van de Voorde uitgegeven door Em. Querido's Uitgeverij.
Poëzie van Van de Voorde is vertaald in het Duits, Engels, Frans, Italiaans, Kroatisch, Macedonisch, Slovaaks, Sloveens, Spaans en Zweeds. Zelf vertaalde hij werk van de Amerikaanse dichters Wallace Stevens en Michael Palmer en, samen met Staša Pavlović, van de Sloveense dichter Tomaž Šalamun.

### Poëzie
- Vliesgevels filter, Poëziecentrum, Gent, 2008
- Liefde en aarde, Poëziecentrum, Gent, 2013
- Zwembad de verbeelding, Poëziecentrum, Gent, 2017
- Jouw zwaartekracht mijn veer,  Em. Querido's Uitgeverij, Amsterdam, 2020
- De elementen,  Em. Querido's Uitgeverij, Amsterdam, 2025

### Vertalingen
- Michael Palmer, De beloftes van glas, Poeziecentrum, Gent, 2017
- Tomaž Šalamun, Ik weet, Uitgeverij Vleugels, 2020